# Dienstgrade der österreichischen Sicherheitsexekutive
Die österreichische Sicherheitsexekutive besteht aus den Angehörigen des Wachkörpers Bundespolizei und den zur Ausübung unmittelbarer Befehls- und Zwangsgewalt ermächtigten Verwaltungsbediensteten des höheren Dienstes (insbesondere des rechtskundigen Dienstes) bei den Sicherheitsbehörden. Die Angehörigen des Wachkörpers Bundespolizei tragen den Amtstitel Exekutivbediensteter (EB). Zusätzlich tragen sie noch einen Dienstgrad als Verwendungsbezeichnung, der in einer Dienstgradverordnung festgesetzt ist. Die Angehörigen des amtsärztlichen Dienstes haben zwar keine Polizeibefugnisse im herkömmlichen Sinn, jedoch können sie Verfügungen auf polizeilichem Gebiet treffen (z. B. Einweisung von Psychotikern) und gehören ebenfalls den Sicherheitsbehörden an. Polizeiseelsorger und Gastmusiker in der Polizeimusik gehören weder der Bundespolizei, noch den Sicherheitsbehörden an. Da sie aber auch zum Tragen einer Uniform berechtigt sind, gibt es auch für sie Unterscheidungszeichen.
Der Rang kann bei uniformierten Beamten anhand der Unterscheidungszeichen (auch Distinktionen genannt) erkannt werden. Sie sind hier in aufsteigender Reihenfolge dargestellt.
Die gegenwärtig verwendeten Unterscheidungszeichen wurden im September 2015 eingeführt.

## Organe des öffentlichen Sicherheitsdienstes

### Exekutivbedienstete
Die Dienstgrade der Exekutivbediensteten lassen sich in drei Verwendungsgruppen (VWGr.) einteilen. Die Farbe des Untergrundstoffs (Egalisierung) der Distinktionen ist Karmesinrot. Auf allen ist als Korpsabzeichen das Bundeswappen in einem Eichenlaubkranz abgebildet. Die Litzen sind jeweils aus Stoff, die Korpsabzeichen und die Sterne sind auf den Schulterklappenabzeichen aus Kunststoff und bei den Kragenabzeichen gestickt.

#### Exekutivbedienstete in Polizeigrundausbildung
Für Beamte in der Polizeigrundausbildung wäre die Verwendungsgruppe E2c vorgesehen. Für die Polizeigrundausbildung ist eine Aufnahme in das Beamtendienstverhältnis derzeit nicht vorgesehen. Stattdessen werden Polizeischüler als Vertragsbedienstete mit Sondervertrag eingestellt; auch sie werden als Aspiranten bezeichnet. Nach Absolvierung der Polizeigrundausbildung erfolgt eine Ernennung zum eingeteilten Beamten (Verwendungsgruppe E2b). Bei den Exekutivbediensteten in Ausbildung ist das Korpsabzeichen in der Farbe Platin gehalten.
| Exekutivbedienstete in Polizeigrundausbildung | Exekutivbedienstete in Polizeigrundausbildung     |
| --------------------------------------------- | ------------------------------------------------- |
| Dienstgrad (Kurzbezeichnung) Voraussetzungen  | Aspirant (Asp) während der Polizeigrundausbildung |
| Distinktionen                                 |                                                   |

#### Exekutivbedienstete im Grenzüberwachungsdienst
Die Ausbildung für die Vertragsbediensteten im Grenzdienst ist verkürzt auf eine Basisausbildung mit Schwerpunkt auf grenz- und fremdenpolizeiliche Aufgaben sowie Einsatztraining. Nach 6 Monaten wird die Grundausbildung mit einer Fachprüfung abgeschlossen. Danach führen die Bediensteten den Dienstgrad Inspektor GFP (Grenz- und Fremdenpolizei). Nach 18 bis 24 Monaten Außendienst auf einer Fachpolizeiinspektion für fremden- und grenzpolizeiliche Amtshandlungen (FGP) wird eine 9-monatige Ergänzungsausbildung im neu eingerichteten Bildungszentrum St. Pölten angeschlossen, die mit der Ernennung zum eingeteilten Beamten (Verwendungsgruppe E2b) endet. Bei den Vertragsbediensteten im Grenzdienst ist das Korpsabzeichen in der Farbe Platin gehalten. Im Gegensatz zu den Aspiranten befindet sich ein platinfarbiger Stern auf der Distinktion.
| Exekutivbedienstete im Grenzüberwachungsdienst | Exekutivbedienstete im Grenzüberwachungsdienst             |
| ---------------------------------------------- | ---------------------------------------------------------- |
| Bezeichnung (Kurzbezeichnung) Voraussetzungen  | Inspektor GFP (Insp GFP) Kurzausbildung zur Grenzsicherung |
| Distinktionen                                  |                                                            |

#### Eingeteilte Beamte
Bei den eingeteilten Beamten handelt es sich um die unterste Stufe im Rahmen des Wachkörpers Bundespolizei. Eine Ernennung zum eingeteilten Beamten (Verwendungsgruppe E2b) erfolgt direkt nach Absolvierung der Polizeigrundausbildung. Im Jahr 2015 gab es 15.667 Bedienstete (VZÄ) der Verwendungsgruppe E2b, das sind ca. 58 % der Gesamtzahl der Exekutivbediensteten. Anders als bei den anderen Verwendungsgruppen ist bei den eingeteilten Beamten der Dienstgrad ausschließlich eine Frage des Besoldungsdienstalters bzw. der Zeit im Exekutivdienst.
Bei den eingeteilten Beamten werden die verschiedenen Dienstgrade durch platinfärbige Sterne dargestellt. Auch das Korpsabzeichen ist in dieser Farbe gehalten.
| Verwendungsgruppe E 2b „Eingeteilte Beamte“  | Verwendungsgruppe E 2b „Eingeteilte Beamte“                 | Verwendungsgruppe E 2b „Eingeteilte Beamte“                                                                     | Verwendungsgruppe E 2b „Eingeteilte Beamte“                                                                       |
| -------------------------------------------- | ----------------------------------------------------------- | --- | --- |
| Dienstgrad (Kurzbezeichnung) Voraussetzungen | Inspektor (Insp) Ernennung 3 Monate nach abgelegter Prüfung | Revierinspektor (RevInsp) zumindest 6 Jahre im Exekutivdienst und Besoldungsdienstalter von mindestens 6 Jahren | Gruppeninspektor (GrInsp) zumindest 10 Jahre im Exekutivdienst und Besoldungsdienstalter von mindestens 21 Jahren |
| Distinktionen                                |                                                             | | |

#### Dienstführende Beamte
Bei den dienstführenden Beamten handelt es sich um Beamte in Leitungs- oder Sonderfunktionen, wobei die jeweiligen Dienstgrade von der Arbeitsplatzbewertung, also der Zuordnung des Arbeitsplatzes zur Grundlaufbahn (GL) oder einer Funktionsgruppe (FGr.) abhängen. Dienstführende Beamte sind als Sachbearbeiter oder Gruppenkommandanten auf Polizeiinspektionen oder als Kriminalbeamte tätig, können jedoch im Rahmen ihrer Verwendungsgruppe bis zum Leiter einer Polizeiinspektion, einer Abteilung in einer Landespolizeidirektion oder bis zum stellvertretenden Bezirkspolizeikommandanten eines kleineren Bezirkes aufsteigen. Richtverwendungen für die einzelnen Funktionsgruppen sind in Z 9 der Anlage 1 zum Beamten-Dienstrechtsgesetzes geregelt. Voraussetzung für die Ernennung zum dienstführenden Beamten ist das Durchlaufen eines Auswahlverfahrens und die Absolvierung einer entsprechenden Ausbildung für dienstführende Beamte. Im Jahr 2015 gab es 9185 Bedienstete in der Verwendungsgruppe E2a (VZÄ), das sind rund 33 % aller Exekutivbediensteten. Bei den dienstführenden Beamten werden die verschiedenen Dienstgrade durch silberne Litzen und goldene Sterne dargestellt. Auch das Korpsabzeichen ist ab dem Abteilungsinspektor in Gold gehalten.
| Dienstgrad (Kurzbezeichnung) Voraussetzungen | Gruppeninspektor (GrInsp) GL, FGr. 1 | Bezirksinspektor (BezInsp) FGr. 2 und 3 | Abteilungsinspektor (AbtInsp) FGr. 4 | Kontrollinspektor (KontrInsp) FGr. 5 | Chefinspektor (ChefInsp) FGr. 6 | Chefinspektor (ChefInsp) FGr. 7 |
| Distinktionen                                |                                      |                                         |                                      |                                      |                                 |                                 |

#### Leitende Beamte
Bei den leitenden Beamten handelt es sich um Beamte in höheren Leitungsfunktionen, zum Beispiel Stadt- bzw. Bezirkspolizeikommandant oder Landespolizeidirektor, wobei die Inhaber der hohen Leitungsfunktionen (wenn sie das Studium der Rechtswissenschaften oder ein anderes einschlägiges Studium absolviert haben) auch Verwaltungsbeamte des höheren Dienstes sein können. Die Dienstgrade der leitenden Beamten hängen von der Funktionsgruppe, also der Bewertung des jeweiligen Arbeitsplatzes, ab. Die Richtverwendungen sind in Z 8 der Anlage 1 zum Beamten-Dienstrechtsgesetz. Voraussetzung für die Ernennung zum leitenden Beamten ist das Durchlaufen eines Auswahlverfahrens und die Absolvierung einer entsprechenden Ausbildung für leitende Beamte, die die Absolvierung des Fachhochschul-Bachelorstudienganges Polizeiliche Führung an der Fachhochschule Wiener Neustadt einschließt. Im Jahr 2015 gab es 607 Bedienstete in der Verwendungsgruppe E1 (VZÄ), das sind rund 2 % aller Exekutivbediensteten. Bei den leitenden Beamten werden die verschiedenen Dienstgrade durch goldene Borten sowie durch silberne und goldene Sterne dargestellt. Auch das Korpsabzeichen ist entweder in Silber oder Gold gehalten.
| Verwendungsgruppe E 1 „Leitende Beamte“      | Verwendungsgruppe E 1 „Leitende Beamte“ | Verwendungsgruppe E 1 „Leitende Beamte“ | Verwendungsgruppe E 1 „Leitende Beamte“ | Verwendungsgruppe E 1 „Leitende Beamte“ | Verwendungsgruppe E 1 „Leitende Beamte“ | Verwendungsgruppe E 1 „Leitende Beamte“ |
| -------------------------------------------- | --------------------------------------- | --------------------------------------- | --------------------------------------- | --------------------------------------- | --------------------------------------- | --------------------------------------- |
| Dienstgrad (Kurzbezeichnung) Voraussetzungen | Leutnant (Lt) GL                        | Oberleutnant (Oblt) FGr. 1 und 2        | Hauptmann (Hptm) FGr. 3                 | Major (Mjr) FGr. 4                      | Oberstleutnant (Obstlt) FGr. 5 und 6    | Oberst (Obst) FGr. 7 und 8              |
| Distinktionen                                |                                         |                                         |                                         |                                         |                                         |                                         |
| Verwendungsgruppe E 1 „Leitende Beamte“      |                                         |                                         |                                         |                                         |                                         |                                         |
| Dienstgrad (Kurzbezeichnung) Voraussetzungen | Brigadier (Bgdr) FGr. 9                 | Generalmajor (GenMjr) FGr. 10 und 11    | General (Gl) FGr. 12                    |                                         |                                         |                                         |
| Distinktionen                                |                                         |                                         |                                         |                                         |                                         |                                         |

Die bis zum Jahr 2015 verwendeten Unterscheidungszeichen für die Exekutivbediensteten stehen im Wesentlichen in der Tradition der Wachkörper Bundesgendarmerie, Bundessicherheitswachekorps und Zollwache, aus denen er unter anderem entstanden ist. Bei den neuen Unterscheidungskennzeichen wurden jedoch die Schulterdistinktionen dem System der Kragendistinktionen angepasst.

### Rechtskundiger Dienst
Bei den Angehörigen des rechtskundigen Dienstes handelt es sich um Verwaltungsbeamte an den Sicherheitsbehörden. Sie bilden zwar kein Korps wie der Wachkörper Bundespolizei, trotzdem sind sie Organe des öffentlichen Sicherheitsdienstes (§ 5 Abs. 2 Z 3 des Sicherheitspolizeigesetzes). Daher sind sie befugt, eine Uniform samt dazugehörigen Distinktionen zu tragen.
Um eine Unterscheidung zwischen den Exekutivbediensteten und den Angehörigen des rechtskundigen Dienstes zu ermöglichen, werden an Stelle von Sternen Akanthusornamente verwendet.
| Amtstitel (Kurzbezeichnung) | Kommissär (Kmsr) | Rat (Rt) | Oberrat (ORt) | Hofrat (HR) Ministerialrat (MR) |
| Distinktionen               |                  |          |               |                                 |

### Höherer Dienst
Seit dem 1. Juli 2014 können auch Verwaltungsbedienstete des Bundesministeriums für Inneres und der Landespolizeidirektionen zu Organen des öffentlichen Sicherheitsdienstes bestellt werden, die nicht das Studium der Rechtswissenschaften, sondern ein anderes Studium absolviert haben und demnach zum Höheren Dienst (Verwendungsgruppe A1) zählen. Im Gegensatz zu den Angehörigen des rechtskundigen Dienstes ist hier die Absolvierung der Polizeigrundausbildung vorgeschrieben (§ 5 Abs. 2 Z 4 des Sicherheitspolizeigesetzes). Da diese Bediensteten gleich den Angehörigen des rechtskundigen Dienstes zu den Verwaltungsbediensteten gehören, sind für sie dieselben Distinktionen vorgesehen, wie für die Angehörigen des rechtskundigen Dienstes.

### Leitungsfunktionen
Für die Angehörigen des rechtskundigen Dienstes (höheren Dienstes) in besonderen Leitungsfunktionen sind gesonderte Distinktionen vorgesehen, die dem System der Unterscheidungszeichen für die übrigen Angehörigen des rechtskundigen Dienstes entsprechen. Seit der Sicherheitsbehörden-Neustrukturierung 2012 können etliche dieser Funktionen auch von Exekutivbediensteten der Verwendungsgruppe E 1 (Leitende Beamte) ausgeübt werden. Für sie sind die ihrem Dienstgrad entsprechenden Distinktionen vorgesehen, einzige Ausnahme bilden die Landespolizeidirektor-Stellvertreter (außerhalb Wiens) und die Landespolizeivizepräsidenten (in Wien).
| Leitungsfunktionen | Leitungsfunktionen                                                                                 | Leitungsfunktionen                                                             | Leitungsfunktionen                                                                             | Leitungsfunktionen                                                                                                | Leitungsfunktionen                             |
| ------------------ | -------------------------------------------------------------------------------------------------- | ------------------------------------------------------------------------------ | ---------------------------------------------------------------------------------------------- | --- | ---------------------------------------------- |
| Tätigkeit          | Referatsleiter in einer Landespolizeidirektion, Stadthauptmann (Leiter eines Polizeikommissariats) | Referatsleiter im BMI, Büro-, Abteilungsleiter in einer Landespolizeidirektion | Abteilungsleiter im BMI, Landespolizeidirektor-Stellvertreter, Landespolizeivizepräsident Wien | Gruppenleiter im BMI, Direktor EKO Cobra/DSE, .BK, .BVT, .BAK, Landespolizeidirektor, Landespolizeipräsident Wien | Generaldirektor für die öffentliche Sicherheit |
| Distinktionen      | |                                                                                |                                                                                                | |                                                |

## Andere Uniformträger

### Amtsärztlicher Dienst
An Stelle des Korpsabzeichens ist auf den Distinktionen der die Ärzteschaft symbolisierende Äskulapstab in einer ellipsenförmigen Einfassung angebracht. Die Stellung des Trägers wird durch ein Akanthusornament dargestellt.
| Polizeiärztlicher Dienst | Polizeiärztlicher Dienst | Polizeiärztlicher Dienst          | Polizeiärztlicher Dienst                                | Polizeiärztlicher Dienst                 | Polizeiärztlicher Dienst       | Polizeiärztlicher Dienst |
| ------------------------ | ------------------------ | --------------------------------- | ------------------------------------------------------- | ---------------------------------------- | ------------------------------ | ------------------------ |
| Tätigkeit                | Vertragsarzt             | Vertragsarzt seit mind. 20 Jahren | Chefarzt-Stellvertreter in einer Landespolizeidirektion | Chefarzt in einer Landespolizeidirektion | Chefarzt-Stellvertreter im BMI | Chefarzt im BMI          |
| Distinktionen            |                          |                                   |                                                         |                                          |                                |                          |

### Polizeiseelsorger
Auf den Distinktionen der Polizeiseelsorger ist neben dem Korpsabzeichen das Kreuz als Symbol für die christliche Religion angebracht. Es gibt derzeit (2021) ausschließlich christliche (evangelische und katholische) Polizeiseelsorger. Die Polizeiseelsorger stehen im Dienstverhältnis zur jeweiligen Kirche und werden von dieser im Einvernehmen mit dem Bundesministerium für Inneres zu Polizeiseelsorgern bestellt. Damit ist aufgrund eines Erlasses des Bundesministeriums für Inneres das Recht verbunden, die Polizeiuniform zu tragen. Bei den Polizeiseelsorgern handelt es sich nicht um Organe des öffentlichen Sicherheitsdienstes, sie haben also keinerlei exekutivdienstliche Befugnisse.
| Polizeiseelsorger | Polizeiseelsorger | Polizeiseelsorger | Polizeiseelsorger |
| ----------------- | ----------------- | ----------------- | ----------------- |
| Tätigkeit         | Bereichskurat     | Landeskurat       | Bundeskurat       |
| Distinktionen     |                   |                   |                   |

### Polizeimusiker
Polizeimusiker tragen in der Regel ihre herkömmlichen Distinktionen. Ausgenommen davon sind Gastmusiker in jenen Polizeikapellen, deren Bestand nicht durch Polizeibedienstete allein aufgefüllt werden kann. Die Distinktionen der Gastmusiker entsprechen jenen der Inspektoren, jedoch ohne Korpsabzeichen, wobei anstatt des Sterns als Musikersymbol eine Lyra angebracht ist. Ebenso trägt der Kapellmeister spezielle Distinktionen, welche denen eines Chefinspektors entsprechen, wobei an Stelle der Sterne ebenfalls eine Lyra angebracht ist.
| Polizeimusik  | Polizeimusik | Polizeimusik  |
| ------------- | ------------ | ------------- |
| Tätigkeit     | Gastmusiker  | Kapellmeister |
| Distinktionen |              |               |

## Geschichte

### Amtstitel

#### Amtstitel für Wachebeamte 1967–1977
| Gendarmerie                    | Sicherheitswache            | Kriminaldienst              | Justizwache/Jugenderzieher   | Justizwache/Jugenderzieher  | Zollwache                   | Gemeinde- sicherheitswache |
| W 3 (Eingeteilte Beamte)       | W 3 (Eingeteilte Beamte)    | W 3 (Eingeteilte Beamte)    | W 3 (Eingeteilte Beamte)     | W 3 (Eingeteilte Beamte)    | W 3 (Eingeteilte Beamte)    | Bsp. Vbg.: D               |
| ------------------------------ | --------------------------- | --------------------------- | ---------------------------- | --------------------------- | --------------------------- | -------------------------- |
| Gendarm                        | Polizei- wachmann           | Kriminal- beamter           | Justiz- wachmann             | Erzieher                    | Zollwach- revisor           | Gemeinde- wachmann         |
| Gendarmerie- patrouillenleiter | Polizei- oberwachmann       | Kriminal- beamter           | Justiz- oberwachmann         | Erzieher                    | Zollwach- oberrevisor       | Gemeinde- oberwachmann     |
| Gendarmerie- rayonsinspektor   | Polizei- rayonsinspektor    | Kriminal- rayonsinspektor   | Justizwach- kontrollor       | Erzieher                    | Zollwach- kontrollor        | Gemeinde- rayonsinspektor  |
| W 2 (Dienstführende Beamte)    | W 2 (Dienstführende Beamte) | W 2 (Dienstführende Beamte) | W 2 (Dienstführende Beamte)  | W 2 (Dienstführende Beamte) | W 2 (Dienstführende Beamte) | Bsp. Vbg.: C               |
| Gendarmerie- revierinspektor   | Polizei- revierinspektor    | Kriminal- revierinspektor   | Justizwach- oberkontrollor   | Ober- erzieher              | Zollwach- oberkontrollor    | Gemeinde- revierinspektor  |
| Gendarmerie- bezirksinspektor  | Polizei- bezirksinspektor   | Kriminal- bezirksinspektor  | Justizwach- inspektor        | Ober- erzieher              | Zollwach- inspektor         | Gemeinde- bezirksinspektor |
| Gendarmerie- kontrollinspektor | Polizei- gruppeninspektor   | Kriminal- gruppeninspektor  | Justizwach- gruppeninspektor | Ober- erzieher              | Zollwach- gruppeninspektor  | Gemeinde- gruppeninspektor |
| W 1 (Leitende Beamte)          |                             |                             |                              |                             |                             |                            |
| Gendarmerie- leutnant          | Polizei- leutnant           | Kriminal- leutnant          | Justizwach- leutnant         | Präfekt                     | Zollwach- leutnant          |                            |
| Gendarmerie- oberleutnant      | Polizei- oberleutnant       | Kriminal- oberleutnant      | Justizwach- oberleutnant     | Oberpräfekt 3 Kl.           | Zollwach- oberleutnant      |                            |
| Gendarmerie- rittmeister       | Polizei- rittmeister        | Kriminal- hauptmann         | Justizwach- hauptmann        | Oberpräfekt 2. Kl.          | Zollwach- rittmeister       |                            |
| Gendarmerie- major             | Polizei- major              | Kriminal- major             | Justizwach- major            | Oberpräfekt 1. Kl.          | Zollwach- major             |                            |
| Gendarmerie- oberstleutnant    | Polizei- oberstleutnant     | Kriminal- oberstleutnant    | Justizwach- oberstleutnant   | Direktor                    | Zollwach- oberstleutnant    |                            |
| Gendarmerie- oberst            | Polizei- oberst             | Kriminal- oberst            | Justizwach- oberst           | Oberdirektor                | Zollwach- oberst            |                            |
| Gendarmerie- general           | Polizei- general            |                             |                              |                             |                             |                            |

#### Amtstitel für Wachebeamte 1978–1994
Anfang 1978 wurden die Amtstitel für Wachebeamte – mit Ausnahme der Erzieher an Justizanstalten und der Gemeindebediensteten – vereinheitlicht:
- Verwendungsgruppe W 3: Inspektor
- Verwendungsgruppe W 2: Revier-, Bezirks-, Gruppen-, Abteilungsinspektor
- Verwendungsgruppe W 1: Leutnant, Oberleutnant, Hauptmann, Major, Oberstleutnant, Oberst.[9]

#### Amtstitel für Beamte des Exekutivdienstes 1995–2003
Anfang 1995 gab es für die Beamten des Exekutivdienstes folgende Amtstitel:
- Verwendungsgruppe E 2c: Aspirant
- Verwendungsgruppe E 2b: Inspektor, Revier-, Gruppeninspektor
- Verwendungsgruppe E 2a: Gruppen-, Bezirks-, Abteilungs-, Kontroll-/Ober-, Chefinspektor
- Verwendungsgruppe E 1: Leutnant, Oberleutnant, Hauptmann, Major, Oberstleutnant, Oberst.[10]

Seit Anfang 2004 gibt es nurmehr den Amtstitel Exekutivbediensteter; die bisherigen Amtstitel wurden zu Dienstgraden als Verwendungsbezeichnungen. Der Dienstgrad Oberinspektor anstelle Kontrollinspektor für Beamte des Kriminaldienstes läuft aus.

### Historische Distinktionen vor der Zusammenlegung von Bundessicherheitswachekorps und Bundesgendarmerie
Vor der Zusammenlegung von Bundessicherheitswachekorps und der Bundesgendarmerie zum einheitlichen Wachkörper Bundespolizei hatten die Wachkörper eigene Distinktionen. Da auch bestimmte Bedienstete des Höheren Dienstes der Sicherheitsbehörden Uniformen trugen, waren auch für sie Distinktionen vorgesehen. Schließlich hatten auch die Angehörigen der Cobra eigene Distinktionen.

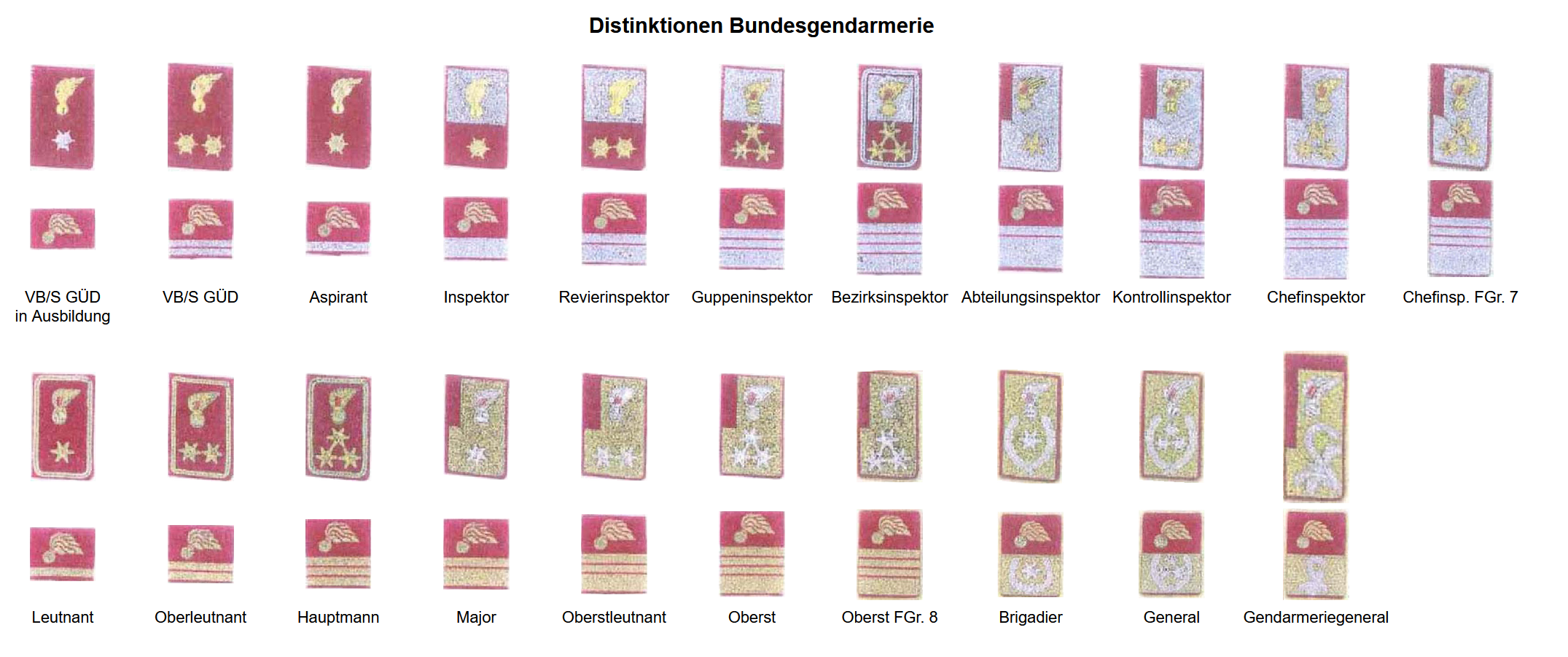
Distinktionen der ehemaligen Bundesgendarmerie
Distinktionen des ehemaligen Bundessicherheitswachekorps
Distinktionen für den rechtskundigen und den polizeiärztlichen Dienst
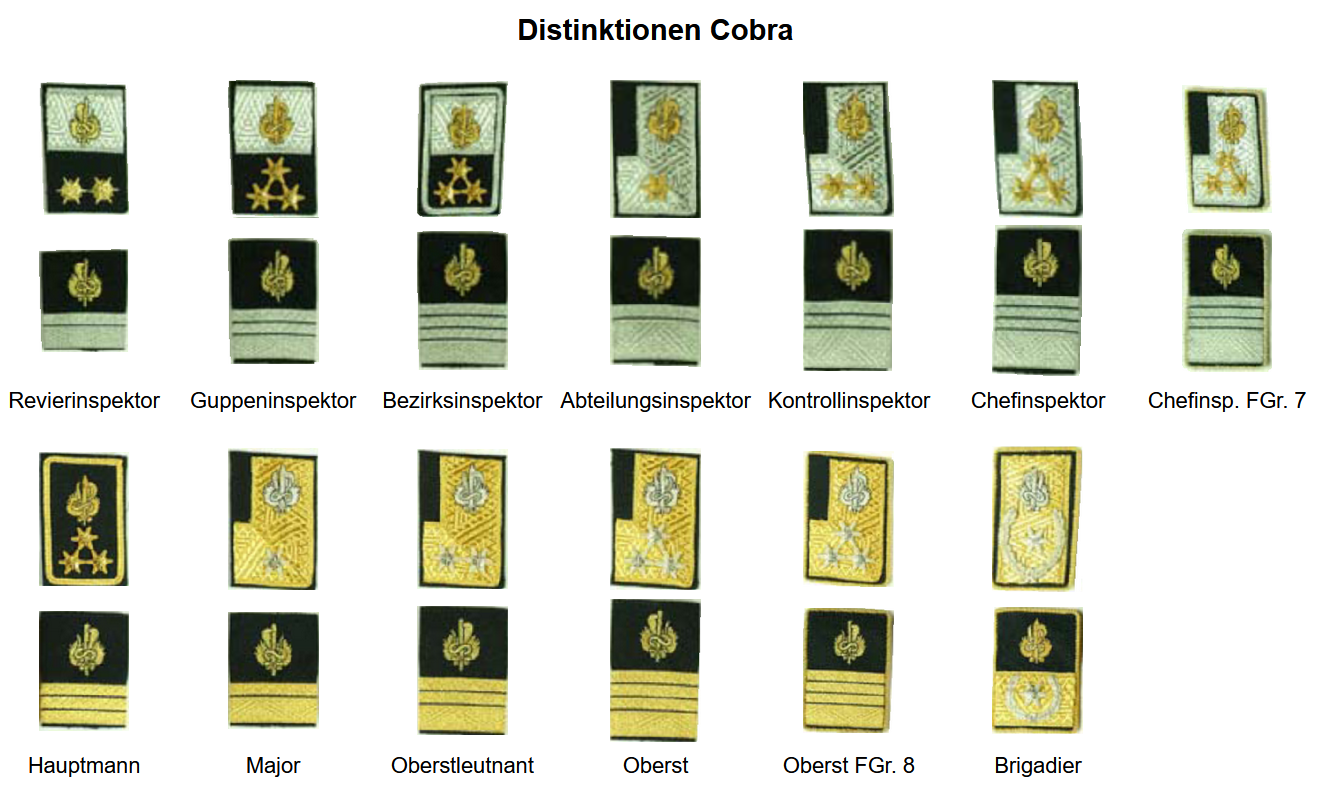
Distinktionen des EKO Cobra

Die Distinktionen für die Angehörigen der Bundesgendarmerie zeigten eine brennende Granate, das traditionelle Korpsabzeichen der Gendarmerie. Die Distinktionen des Bundessicherheitswachekorps zeigten einen Adlerkopf über einer Stadtmauer, die für die Bediensteten des Höheren Dienstes das Bundeswappen in einer elliptischen Einfassung. Für die Polizeiärzte war ein Äskulapstab vorgesehen.

### Wachkörper Bundespolizei 2005
Nach Zusammenlegung Bundessicherheitswachekorps und der Bundesgendarmerie zum einheitlichen Wachkörper Bundespolizei wurden neue, einheitliche Uniformen samt neuen Distinktionen herausgegeben.

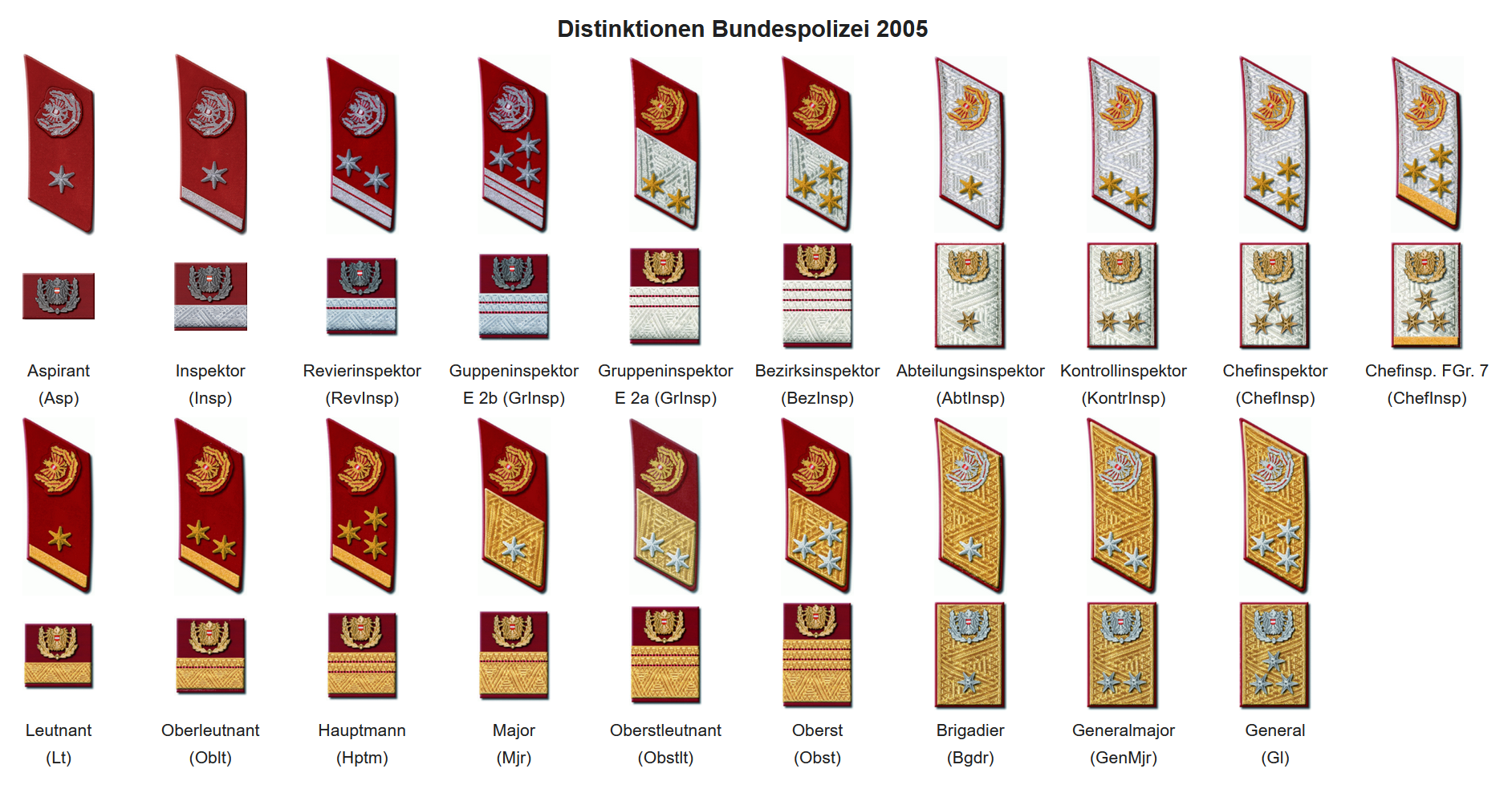
Distinktionen des Wachkörpers Bundespolizei
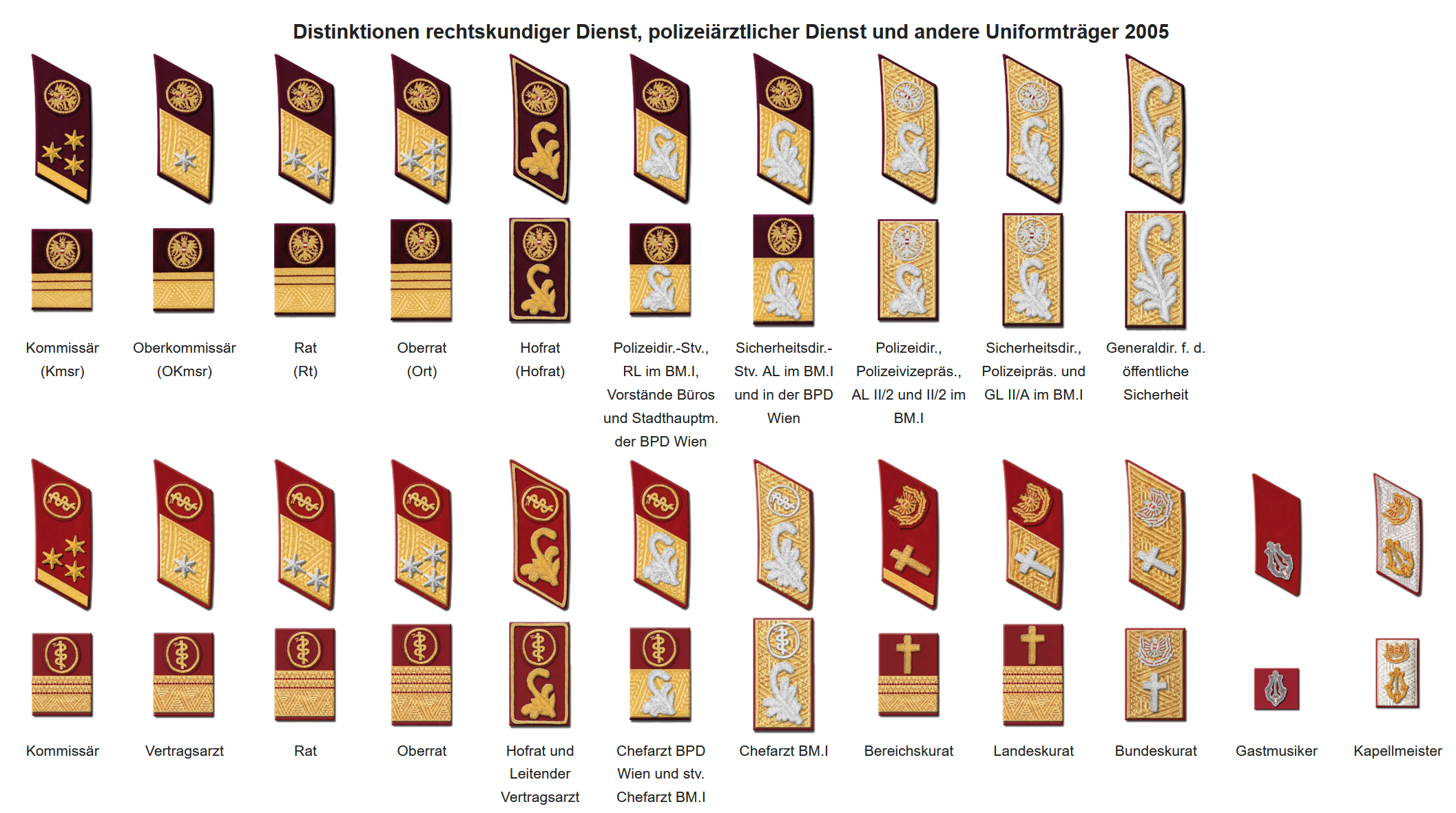
Distinktionen für den rechtskundigen und den polizeiärztlichen Dienst und andere Uniformträger

Aufgrund der relativ strikten Trennung von Wachkörper Bundespolizei einerseits und den Sicherheitsbehörden andererseits waren weiterhin unterschiedliche Distinktionen für den Wachkörper (in krapproter Farbe) und für die Bediensteten des rechtskundigen Dienstes bei den Sicherheitsbehörden (in bordeauxvioletter Farbe) vorgesehen. Auch das Abzeichen unterschied sich: Während für den Wachkörper Bundespolizei ein Bundesadler mit einem Kranz als Korpsabzeichen vorgesehen war, führten die Bediensteten der Behörde ein Bundeswappen in ovaler Einfassung.

### Umgestaltung 2015
Im Jahr 2012 wurde im Hinblick auf die mit der Sicherheitsbehörden-Neustrukturierung 2012 erfolgten Zusammenführung von Sicherheitsbehörden und Wachkörper ein neues, einheitliches Korpsabzeichen für Exekutivbedienstete und rechtskundigem Dienst, vom VB/S bis zum Generaldirektor für die öffentliche Sicherheit, angestrebt. Dazu wurde eigens ein interner Ideenwettbewerb ausgeschrieben. Noch vor Ende des Bewerbs wurde auf Grund der Beschwerde der Personalvertretung dieses Projekt gestoppt.
In Folge wurde entschieden, dass auch die Bediensteten des rechtskundigen Dienstes das Korpsabzeichen des Wachkörpers Bundespolizei tragen sollen. Die Grundfarbe der Distinktionen wird für alle Bediensteten von krapprot und bordeauxviolett zu karmesinrot geändert.
Außerdem wurde das Vorhaben, die Schulterklappenabzeichen und Kragenabzeichen einander anzugleichen, verwirklicht. Damit folgen nun auch die Schulterklappen stets dem System, dem auch die Kragendistinktion zu Grunde liegen. Eine entsprechende Forderung wurde bereits im Jahr 2005 zum ersten Mal vorgebracht, jedoch damals nicht verwirklicht.
Die neu gestalteten Distinktionen für die Landespolizeidirektoren, den Landespolizeipräsidenten in Wien sowie die Stellvertreter der genannten sind bereits seit 1. September 2012 (dem Tag des Inkrafttretens der Sicherheitsbehörden-Neustrukturierung 2012) in Verwendung. Für die Distinktionen der übrigen Bediensteten wurde ein erster Entwurf im Mai 2014 präsentiert. Die Einführung der neuen Distinktionen mit Beginn 2015 wurde Ende 2014 von der Bundespolizei bestätigt. Für einen Zeitraum von fünf Jahren bis Ende 2020 durften die Distinktionen nach dem alten System weiterverwendet werden.

### Generalsekretär
Für den Generalsekretär im Bundesministerium für Inneres sind in der Polizeiuniformvorschrift ebenfalls Uniform und Unterscheidungszeichen vorgesehen. Als Unterscheidungszeichen werden jene des Generaldirektors für die öffentliche Sicherheit verwendet; seine Uniform weist rot-gold-rote Lampassen und ein Ärmelabzeichen mit dem Schriftzug „Bundesministerium für Inneres“ statt „Polizei“ auf.